# Разљев
Разљев је насељено место у општини Криж, Хрватска. До нове територијалне организације у Хрватској, налазило се у саставу бивше велике општине Иванић Град.

## Становништво
| Националност       | 1991.        |
| Хрвати             | 136 (97,14%) |
| Срби               | 1 (0,71%)    |
| Југословени        | 0            |
| остали и непознато | 3 (2,14%)    |
| Укупно             | 140          |